# Кардеду
Кардѐду (на италиански и на сардински: Cardedu) е село и община в Южна Италия, провинция Нуоро, автономен регион и остров Сардиния. Разположено е на 49 m надморска височина. Населението на общината е 1711 души (към 2010 г.).
До 2005 г. общината е част от провинция Нуоро.